# Dombeya
Dombeya is een geslacht uit de kaasjeskruidfamilie (Malvaceae). De soorten uit het geslacht komen voor in tropisch en zuidelijk Afrika, op Madagaskar, op de eilanden van de westelijke Indische Oceaan en op het Arabisch schiereiland.

## Soorten
- Dombeya acuminatissima Hochr.
- Dombeya acutangula Cav.
- Dombeya aethiopica Gilli
- Dombeya albisquama Arènes
- Dombeya albotomentosa Arènes
- Dombeya alleizettei Arènes
- Dombeya amaniensis Engl.
- Dombeya ambalabeensis Arènes
- Dombeya ambatosoratrensis Arènes
- Dombeya ambohitrensis Arènes
- Dombeya ambositrensis Arènes
- Dombeya ameliae Guill.
- Dombeya amplifolia Arènes
- Dombeya anakaensis Arènes
- Dombeya andapensis Arènes
- Dombeya andrahomanensis Arènes
- Dombeya angustipetala Arènes
- Dombeya ankaratrensis Arènes
- Dombeya ankazobeensis Arènes
- Dombeya anonyensis Arènes
- Dombeya antsianakensis Baill.
- Dombeya apikyensis Arènes
- Dombeya aquifoliopsis Hochr.
- Dombeya asymmetrica Appleq.
- Dombeya australis Scott Elliot
- Dombeya autumnalis I.Verd.
- Dombeya baronii Baker
- Dombeya bathiei Hochr.
- Dombeya befotakensis Arènes
- Dombeya bemarivensis (Hochr.) Arènes
- Dombeya biumbellata Baker
- Dombeya blattiolens Frapp. ex Cordem.
- Dombeya borraginea Hochr.
- Dombeya breonii Baill.
- Dombeya brevistyla Arènes
- Dombeya buettneri K.Schum.
- Dombeya burgessiae Gerrard ex Harv.
- Dombeya cacuminum Hochr.
- Dombeya cannabina Hils. & Bojer ex Hook.
- Dombeya capuroniana Arènes
- Dombeya capuronii Arènes
- Dombeya catatii Hochr.
- Dombeya ciliata Cordem.
- Dombeya condensata Hochr.
- Dombeya coria Baill.
- Dombeya coriopsis Hochr.
- Dombeya costulatinervia Arènes
- Dombeya cymosa Harv.
- Dombeya danguyi Hochr.
- Dombeya decanthera Cav.
- Dombeya decaryana Arènes
- Dombeya decaryi Hochr.
- Dombeya delislei Arènes
- Dombeya dichotoma Hochr.
- Dombeya dichotomopsis Hochr.
- Dombeya digyna Hochr.
- Dombeya digynopsis Hochr.
- Dombeya divaricata Arènes
- Dombeya dolichophylla Arènes
- Dombeya dufournetii Arènes
- Dombeya elegans Cordem.
- Dombeya elliptica Bojer
- Dombeya erythroclada Bojer
- Dombeya ferruginea Cav.
- Dombeya ficulnea Baill.
- Dombeya flabellifolia Arènes
- Dombeya floribunda Baker
- Dombeya formosa Le Péchon & Pausé
- Dombeya gautieri Dorr & Skema
- Dombeya glaberrima Arènes
- Dombeya glabripes Arènes
- Dombeya glandulosissima Arènes
- Dombeya glechomifolia Baker
- Dombeya gracilicyma Arènes
- Dombeya hafodahy Arènes
- Dombeya hafodahyformis Arènes
- Dombeya hafotsy Arènes
- Dombeya halapo Arènes
- Dombeya heimii Arènes
- Dombeya hildebrandtii Baill.
- Dombeya hilsenbergii Baill.
- Dombeya hirsuta Bojer
- Dombeya hispidicyma Arènes
- Dombeya humbertiana Arènes
- Dombeya ianthotricha Arènes
- Dombeya ivohibeensis Arènes
- Dombeya kefaensis Friis & Bidgood
- Dombeya kirkii Mast.
- Dombeya laevissima Hochr.
- Dombeya lastii K.Schum.
- Dombeya latipetala Arènes
- Dombeya laurifolia (Bojer) Baill.
- Dombeya lavasoensis Arènes
- Dombeya leachii Wild
- Dombeya leandrii Arènes
- Dombeya lecomtei Hochr.
- Dombeya lecomteopsis Arènes
- Dombeya ledermannii Engl.
- Dombeya leuconeura Engl. & K.Krause
- Dombeya lokohensis Arènes
- Dombeya longebracteolata Seyani
- Dombeya longepedicellata Hochr.
- Dombeya longicuspidata Arènes
- Dombeya longicuspis Baill.
- Dombeya longifolia Baill.
- Dombeya longipes Baill.
- Dombeya lucida Baill.
- Dombeya macrophylla Arènes
- Dombeya macropoda Hochr.
- Dombeya magnifolia Arènes
- Dombeya mananarensis Arènes
- Dombeya mandenensis Arènes
- Dombeya mandrakensis Arènes
- Dombeya mangorensis Arènes
- Dombeya manongarivensis Hochr.
- Dombeya marivorahonensis Arènes
- Dombeya marojejyensis Arènes
- Dombeya mauritiana F.Friedmann
- Dombeya megaphyllopsis Hochr.
- Dombeya menalohensis Arènes
- Dombeya merika Arènes
- Dombeya micrantha Appleq.
- Dombeya midongyensis Arènes
- Dombeya milleri Appleq. & Bosser
- Dombeya modesta Baker
- Dombeya modestiformis Arènes
- Dombeya mollis Hook.
- Dombeya montana (Hochr.) Arènes
- Dombeya oblongifolia Arènes
- Dombeya oblongipetala Arènes
- Dombeya obovalis Baill.
- Dombeya oligantha Arènes
- Dombeya palmatisecta Hochr.
- Dombeya parvipetala Arènes
- Dombeya pauciflora Appleq.
- Dombeya pentagonalis Arènes
- Dombeya perrieri Arènes
- Dombeya pilosa Cordem.
- Dombeya pilosissima Appleq. & Andriamih.
- Dombeya platanifolia Bojer
- Dombeya ploocarpa Hochr.
- Dombeya polyphylla K.Schum.
- Dombeya populnea (Cav.) Baill.
- Dombeya pubescens (Hochr.) Arènes
- Dombeya pulchra N.E.Br.
- Dombeya punctata Cav.
- Dombeya punctatopsis Hochr.
- Dombeya quinqueseta (Delile) Exell
- Dombeya ramiovensis (Arènes) Appleq.
- Dombeya ranofotsyensis Arènes
- Dombeya rariflora Arènes
- Dombeya ratovosonii Appleq. & Bosser
- Dombeya reclinata Cordem.
- Dombeya reginae Jacques
- Dombeya repanda Baker
- Dombeya rienanensis Appleq.
- Dombeya rodriguesiana F.Friedmann
- Dombeya rosacea Arènes
- Dombeya roseiflora Arènes
- Dombeya rottleroides Baill.
- Dombeya rotunda Arènes
- Dombeya rotundifolia (Hochst.) Planch.
- Dombeya rubricuspis Arènes
- Dombeya sahatavyensis Arènes
- Dombeya sakamaliensis Arènes
- Dombeya selinala Arènes
- Dombeya sely Arènes
- Dombeya sevathianii Le Péchon & Baider
- Dombeya seyrigiana Arènes
- Dombeya shupangae K.Schum.
- Dombeya sofiensis Arènes
- Dombeya somanga Arènes
- Dombeya spectabilis Bojer
- Dombeya stipulacea Baill.
- Dombeya suarezensis Arènes
- Dombeya subsquamosa Hochr.
- Dombeya subviscosa Hochr.
- Dombeya superba Arènes
- Dombeya tavia Arènes
- Dombeya taylorii Baker f.
- Dombeya tiliacea (Endl.) Planch.
- Dombeya tomentosa Cav.
- Dombeya torrida (J.F.Gmel.) Bamps
- Dombeya tremula Hochr.
- Dombeya tremuliformis Arènes
- Dombeya trimorphotricha Arènes
- Dombeya trohy Arènes
- Dombeya tsaratananensis (Hochr.) Arènes
- Dombeya tsiandrensis Arènes
- Dombeya tsiapetrokensis Arènes
- Dombeya tubulosoviscosa Hochr.
- Dombeya tulearensis Arènes
- Dombeya umbellata Cav.
- Dombeya urschiana Arènes
- Dombeya valou Baill.
- Dombeya venosa Arènes
- Dombeya viburniflora Bojer
- Dombeya viburnifloropsis Arènes
- Dombeya vohemarensis Appleq.
- Dombeya wallichii (Lindl.) K.Schum.
- Dombeya wittei De Wild. & Staner
- Dombeya xiphosepala Baker
- Dombeya xiphosepalopsis Arènes

## Hybriden
- Dombeya × longistipula Arènes

... · 
Abelmoschus · 
Abroma · 
Abutilon · 
Acaulimalva · 
Acropogon · 
Akrosida · 
Allosidastrum · 
Allowissadula · 
Apeiba · 
Ayenia · 
Bakeridesia · 
Adansonia (Baobab) · 
Alcea · 
Althaea (Heemst) · 
Anisodontea · 
Anoda · 
Argyrodendron · 
Bastardia · 
Berrya · 
Bombax · 
Brachychiton · 
Brownlowia · 
Burretiodendron · 
Byttneria · 
Callirhoe · 
Carpodiptera · 
Cavanillesia · 
Ceiba · 
Chiranthodendron · 
(Chorisia) · 
Cola · 
Colona · 
Commersonia · 
Corchorus · 
Craigia · 
Cristaria · 
Cullenia · 
Diplodiscus · 
Dombeya · 
Duboscia · 
Durio · 
Entelea · 
Eremalche · 
Eriolaena · 
Eriotheca · 
Firmiana · 
Franciscodendron · 
Fremontodendron · 
Fuertesimalva · 
Glyphaea · 
Gossypium (Katoenplant) · 
Grewia · 
Guichenotia · 
Gynatrix · 
Gyranthera · 
Hampea · 
Hannafordia · 
Helicteres · 
Heliocarpus · 
Herissantia · 
Heritiera · 
Hermannia · 
Hibiscadelphus · 
Hibiscus · 
Hildegardia · 
Hoheria · 
Horsfordia · 
Howittia · 
Huberodendron · 
Iliamna · 
Keraudrenia · 
Kleinhovia · 
Kokia · 
Kosteletzkya · 
Kostermansia · 
Kydia · 
Lagunaria · 
Lasiopetalum · 
Lavatera · 
Lawrencia · 
Lebronnecia · 
Luehea · 
Lysiosepalum · 
Macrostelia · 
Malacothamnus · 
Malope · 
Malva (Kaasjeskruid) · 
Malvaviscus · 
Malvella · 
Matisia · 
Megistostegium · 
Melhania · 
Melochia · 
Microcos · 
Nayariophyton · 
Nesogordonia · 
Ochroma · 
Pachira · 
Palaua · 
Pavonia · 
Pentace · 
Pentaplaris · 
Phragmotheca · 
Phymosia · 
Pseudobombax · 
Pterospermum · 
Pterygota · 
Quararibea · 
Radyera · 
Reevesia · 
Rhodognaphalon · 
Robinsonella · 
Rulingia · 
Scaphium · 
Scaphopetalum · 
Schoutenia · 
Scleronema · 
Senra · 
Sida · 
Sidalcea · 
Sparrmannia · 
Sphaeralcea · 
Sterculia · 
Symphyochlamys · 
Talipariti · 
Theobroma · 
Thespesia · 
Thomasia · 
Tilia (Linde) · 
Triplochiton · 
Triumfetta · 
Trochetia · 
Trochetiopsis · 
Urena · 
Waltheria · 
Wercklea · 
Wissadula · 
...